# 欧特里库尔
欧特里库尔（法語：Autricourt，法語發音：[otʁikuʁ]）是法国科多尔省的一个市镇，位于该省北部，属于蒙巴尔区。

## 地理
欧特里库尔（47°59'52"N, 4°37'12"E）面积26.77 平方千米，位于法国勃艮第-弗朗什-孔泰大區科多尔省，该省份为法国中东部省份，北起奥布省，西接涅夫勒省和约讷省，南至索恩-卢瓦尔省，东南接汝拉省，东临上索恩省，东北部与上马恩省接壤。
与欧特里库尔接壤的市镇（或旧市镇、城区）包括：坎凡、肖蒙勒布瓦、里耶勒莱索、乌尔斯河畔伯朗、塞纳河畔沙雷、乌尔斯河畔格朗塞。
欧特里库尔的时区为UTC+01:00、UTC+02:00（夏令时）。

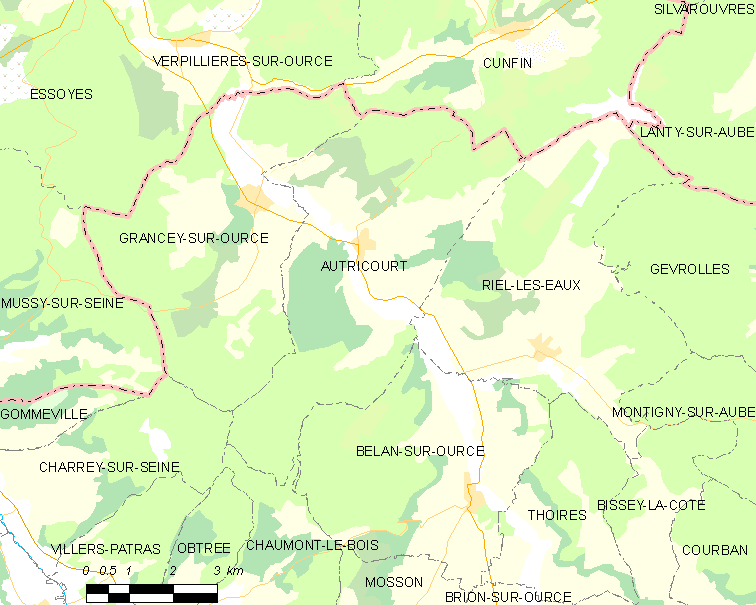
欧特里库尔的OSM定位图

## 行政
欧特里库尔的邮政编码为21570，INSEE市镇编码为21034。

## 政治
欧特里库尔所属的省级选区为塞纳河畔沙蒂永县。

## 交通
科多尔省省道D13线和D13D线在境内交汇。

## 人口

1962-2008年间欧特里库尔人口变化图示

欧特里库尔于2022年1月1日时的人口数量为136人。